# سوتیریس نینیس
سوتیریس نینیس (به یونانی: Σωτήρης Νίνης) (زادهٔ ۳ آوریل ۱۹۹۰) بازیکن فوتبال اهل کشور یونان است.
وی برای تیم ملی یونان ۲۶ بازی انجام داده و ۳ گل به ثمر رسانده‌است. پست تخصصی این بازیکن نیز، هافبک است.